# Johan Nissinen
Johan Harry Nissinen (ur. 17 maja 1989 w Värnamo) – szwedzki polityk i samorządowiec, deputowany do Riksdagu, poseł do Parlamentu Europejskiego IX kadencji.

## Życiorys
Po ukończeniu szkoły średniej w Värnamo podjął studia z ekonomii na Uniwersytecie Linneusza. Przez kilka lat pracował w przedsiębiorstwie DB Schenker. Zaangażował się w działalność polityczną w ramach Szwedzkich Demokratów. W 2010 został radnym gminy Värnamo, a w 2011 przewodniczącym partii w regionie Jönköping.
W kadencji 2014–2018 sprawował mandat deputowanego do Riksdagu. Później był asystentem europosła Petera Lundgrena. W 2019 bez powodzenia kandydował do Europarlamentu, w PE IX kadencji zasiadł jednak w październiku 2022. Dołączył do frakcji Europejscy Konserwatyści i Reformatorzy. W 2024 związał się z ugrupowaniem Folklistan.